# إذاعة سويسرا العالمية
راديو سويسرا العالمي هو المحطة الإذاعية الوحيدة التي تبث باللغة الإنجليزية على مدار 24 ساعة في سويسرا.
حتى أكتوبر 2013، كانت تبث على 101.7 MHz FM في منطقة بحيرة ليمان، وتبث الآن على الراديو الرقمي DAB + عبر سويسرا. يمكن أيضًا سماعها من خلال البث المباشر على موقعها على الإنترنت وتطبيقات الهاتف المحمول.
في عام 2013 بينما كانت لا تزال جزءًا من هيئة الإذاعة السويسرية، فازت بخمس جوائز إقليمية من إدوارد آر مورو من جمعية الأخبار الرقمية للإذاعة والتلفزيون. وحصلت على الجوائز عن سلسلة عن الثورة في مصر، وعن نشرة إخبارية بعد حادث حافلة مأساوي في فاليه، وعن تغطية مستمرة عن البنوك السويسرية.